# Basílica de Nuestra Señora y San Antonio
La Basílica de Nuestra Señora y San Antonio forma parte del complejo del Palacio Nacional de Mafra, compuesto por convento, iglesia, palacio real propiamente dicho y biblioteca, en el municipio portugués de Mafra.

## Historia
Inicialmente concebida como iglesia conventual de los franciscanos, sufrió la suerte del proyecto general, enormemente ampliado respecto al primer borrador, gracias a la llegada a Portugal del oro procedente de la nueva colonia de Brasil. Para redactar el proyecto final y supervisar las obras fue llamado el orfebre y arquitecto alemán Johann Friedrich Ludwig, quien posteriormente adquirió la ciudadanía portuguesa y tomó el nombre de João Frederico Ludovice.

## Descripción

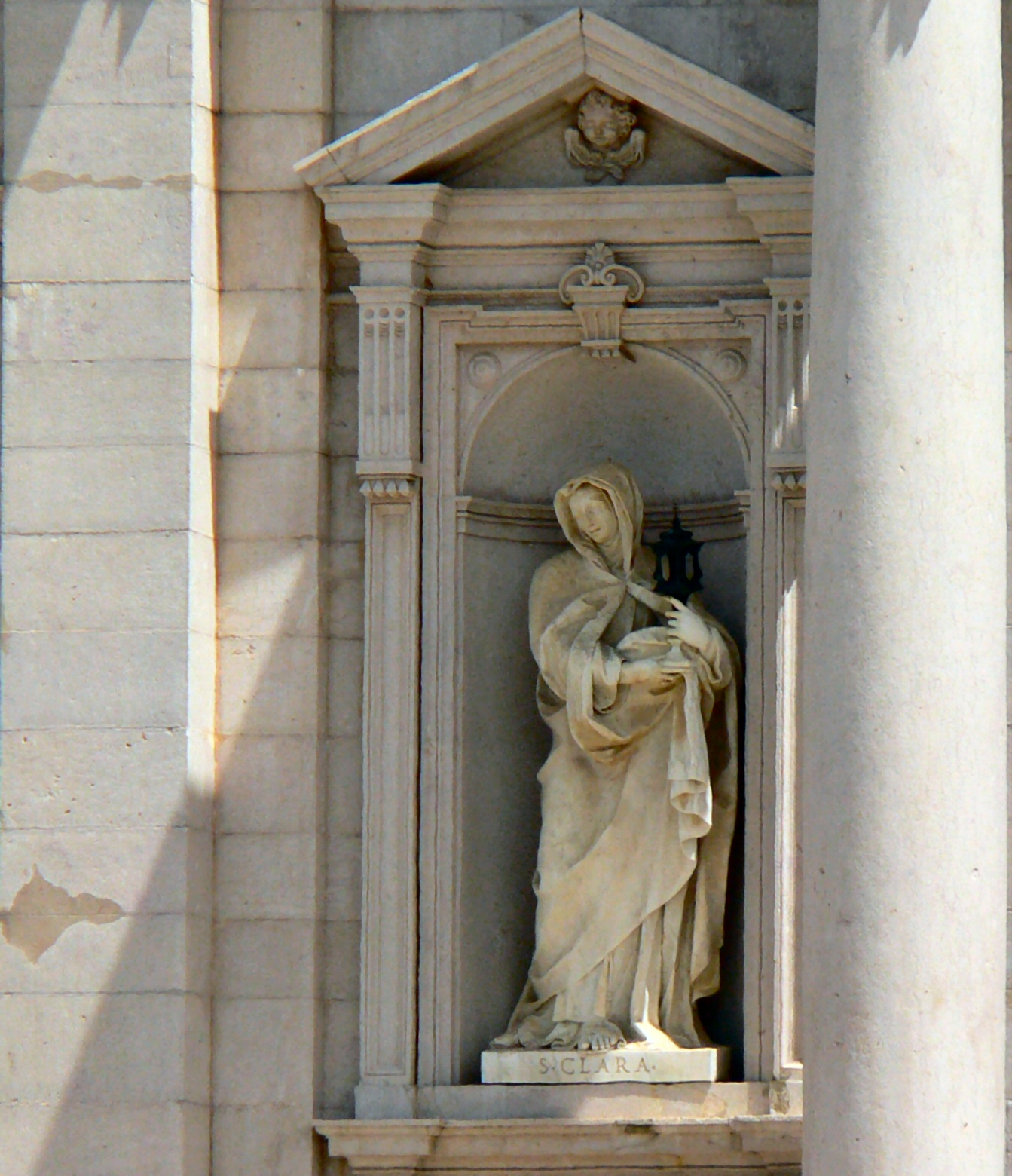
Estatua de Santa Chiara de Giovan Battista Maini en la fachada de la basílica

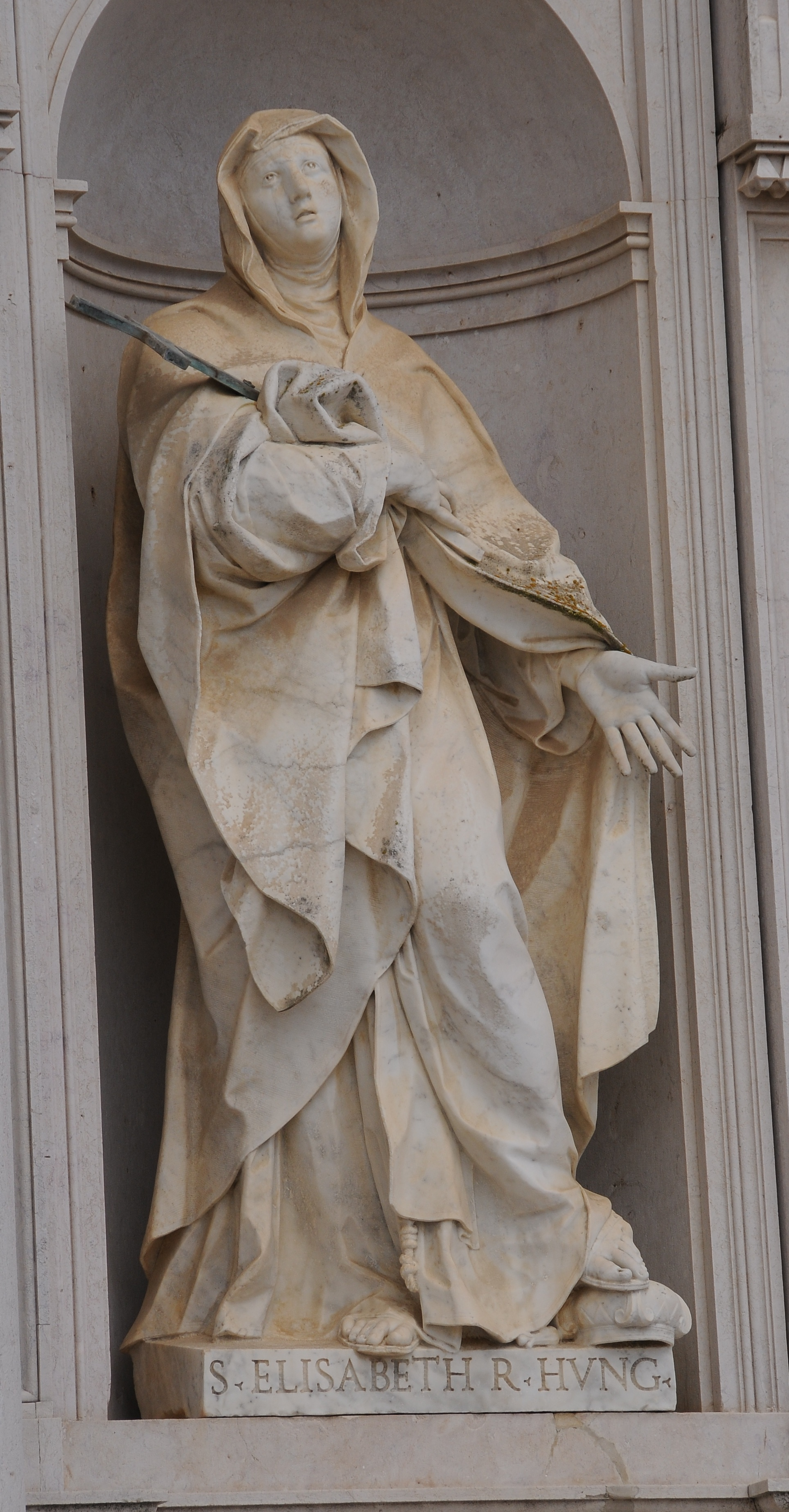
Estatua de Santa Isabel de Giovan Battista Maini en la fachada de la basílica

### Fachada
La imponente fachada, situada en el centro de la más larga del palacio, está construida en mármol, se desarrolla en dos órdenes y está flanqueada por dos campanarios, que a su vez están flanqueados simétricamente por las dos alas del palacio. El rey, queriendo rivalizar con el esplendor de la ciudad de Roma, hizo que el embajador portugués ante la Santa Sede le enviara modelos de los edificios religiosos romanos más importantes. El balcón central para las bendiciones está claramente copiado del de la Basílica de San Pedro en Roma, aunque fue concebido principalmente como una manifestación del poder real. Los dos campanarios, cada uno de 68 metros de altura. m, están inspirados en los de la iglesia de Sant'Agnese in Agone en Roma, obra de Borromini. Sus dos carillones contienen un total de 92 campanas, fundidas en Amberes. La parte entre las torres está construida en dos órdenes, cada uno marcado por columnas corintias entre las que se alternan tres aberturas y dos nichos, cada uno de los cuales contiene una estatua de mármol de Carrara para cada orden. En el superior los nichos contienen las estatuas de San Domenico (lado norte) y de San Francisco (lado sur), en el inferior las de Santa Chiara (lado norte) y de Santa Isabel de Hungría (lado sur). La parte central entre las torres está dominada por un tímpano triangular, en cuyo centro se encuentra un enorme medallón de jaspe en el que están representados en bajorrelieve la Virgen con el Niño, San Antonio en adoración y los santos patrones del monasterio. El medallón es obra del escultor italiano Giuseppe Lironi. 

### Vestíbulo

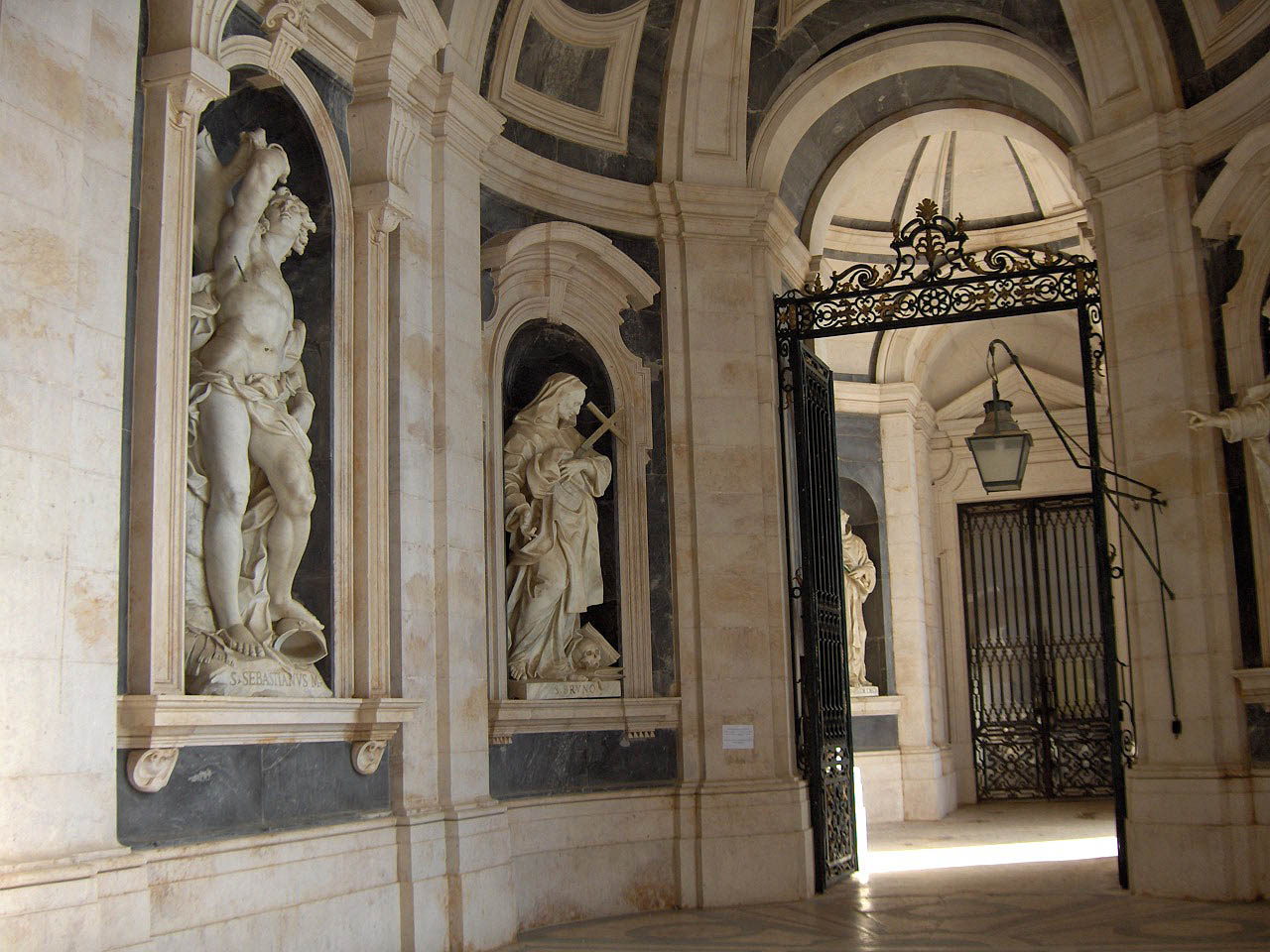
Estatuas de San Sebastiano y San Bruno a la entrada de la basílica

El vestíbulo contiene un grupo de grandes esculturas que representan a los santos patrones de numerosas órdenes religiosas: las dos más grandes, de aproximadamente 4 m de altura, representan San Vincenzo y San Sebastiano, ambos atribuidos al escultor italiano Carlo Monaldi,  a los que se suman los de San Benedetto, San Bruno, atribuidos al escultor Giuseppe Lironi,  San Bernardo y San Giovanni di Mata. Octagonal, el vestíbulo se extiende lateralmente a lo largo de las alas de las torres norte y sur y se agregan ocho estatuas más a las estatuas anteriores, todas de escultores italianos: 
- al norte las estatuas de San Francesco di Paola, San Felice di Valois, San Pietro Nolasco y San Gaetano.
- al sur las estatuas de Sant'Ignazio, Santa Teresa, San Filippo Neri y San Giovanni di Dio.

### Interior

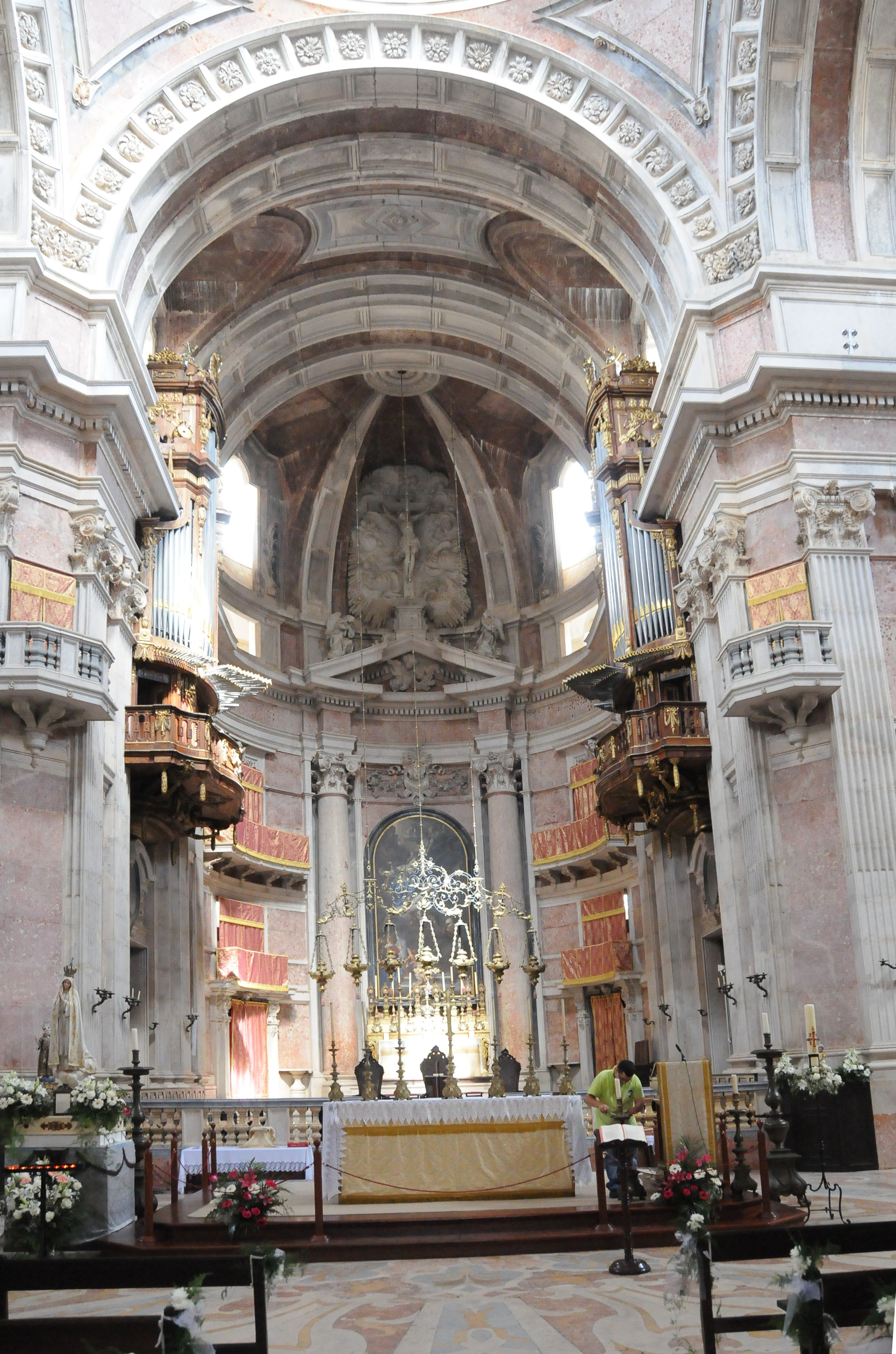
Nave central y altar mayor de la Basílica

La sala, de tres naves, tiene una extensión de 58,5 metros m, medidos desde la portada de entrada hasta la parte trasera de la iglesia, de planta de cruz latina, cuyos brazos del crucero se extienden por 43 metro. Bastante estrecho (16,5 m), la altura de la nave central (21,5 m) acentúa aún más este aspecto. La basílica cuenta con 11 capillas, 45 tribunas, 6 órganos, 18 puertas (además de las 63 que se encuentran en las escaleras internas). En el interior, revestido casi en su totalidad de mármol, predomina el color rosa, alternándose con mármoles de otros colores. Los diseños multicolores del suelo se replican en el techo. La bóveda de cañón descansa sobre 62 semicolumnas acanaladas que se elevan entre las capillas laterales. Las capillas del crucero contienen altares de jaspe realizados por la Escuela de Mafra, fundada por el italiano Alessandro Giusti, hacia 1754.

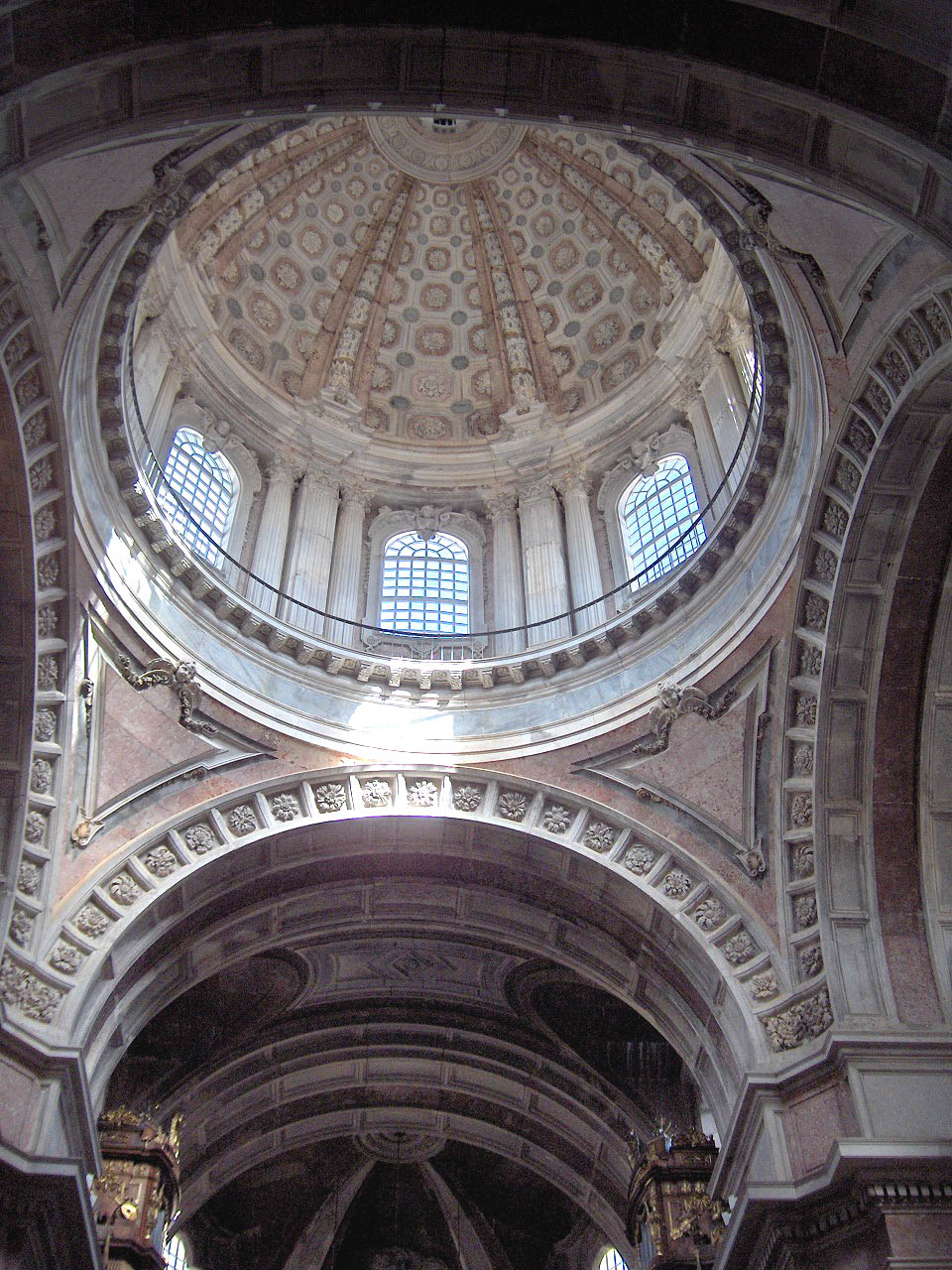
La cúpula de la basílica vista desde dentro

Las naves laterales exhiben 58 estatuas de mármol encargadas a los mejores escultores romanos de la época. El altar mayor está flanqueado por dos hermosas columnas de mármol rosa; al frente se encuentra el retablo, que representa a la Virgen con el Niño y San Antonio, obra del pintor italiano Francesco Trevisani, y encima un frontón triangular sobre el que, insertado en la mandorla frontal, se encuentra un gran crucifijo de jaspe de 4, 2 Estoy flanqueada por dos ángeles arrodillados, obra del escultor genovés Francesco Maria Schiaffino .Los dos brazos del crucero rematan ambos con una capilla: una dedicada a la Sagrada Familia y otra a la Coronación de la Virgen; los respectivos retablos únicamente esculpidos en mármol de Carrara por el escultor italiano Alessandro Giusti, asistido por su entonces alumno Machado de Castro.
El coro contiene un magnífico candelabro gigante con siete lámparas que emergen de las bocas de otras tantas serpientes enroscadas. El crucero está coronado por una gran cúpula, también inspirada en la de la iglesia de Sant'Agnese in Agone en Roma; en lo alto de la cúpula, a 70 metros de altura Yo con un diámetro de 13. m,  y sostenido por cuatro arcos finamente esculpidos, en mármol rosa y blanco, emerge una pequeña linterna.
Hay seis órganos, cuatro de los cuales se encuentran en el crucero, constituyendo un todo único. Fueron construidos por Joaquim Peres Fontanes y António Xavier Machado Cerveira entre 1792 y 1807; el barril más grande mide 6 cm de alto m y tiene un diámetro de 28 centímetro.

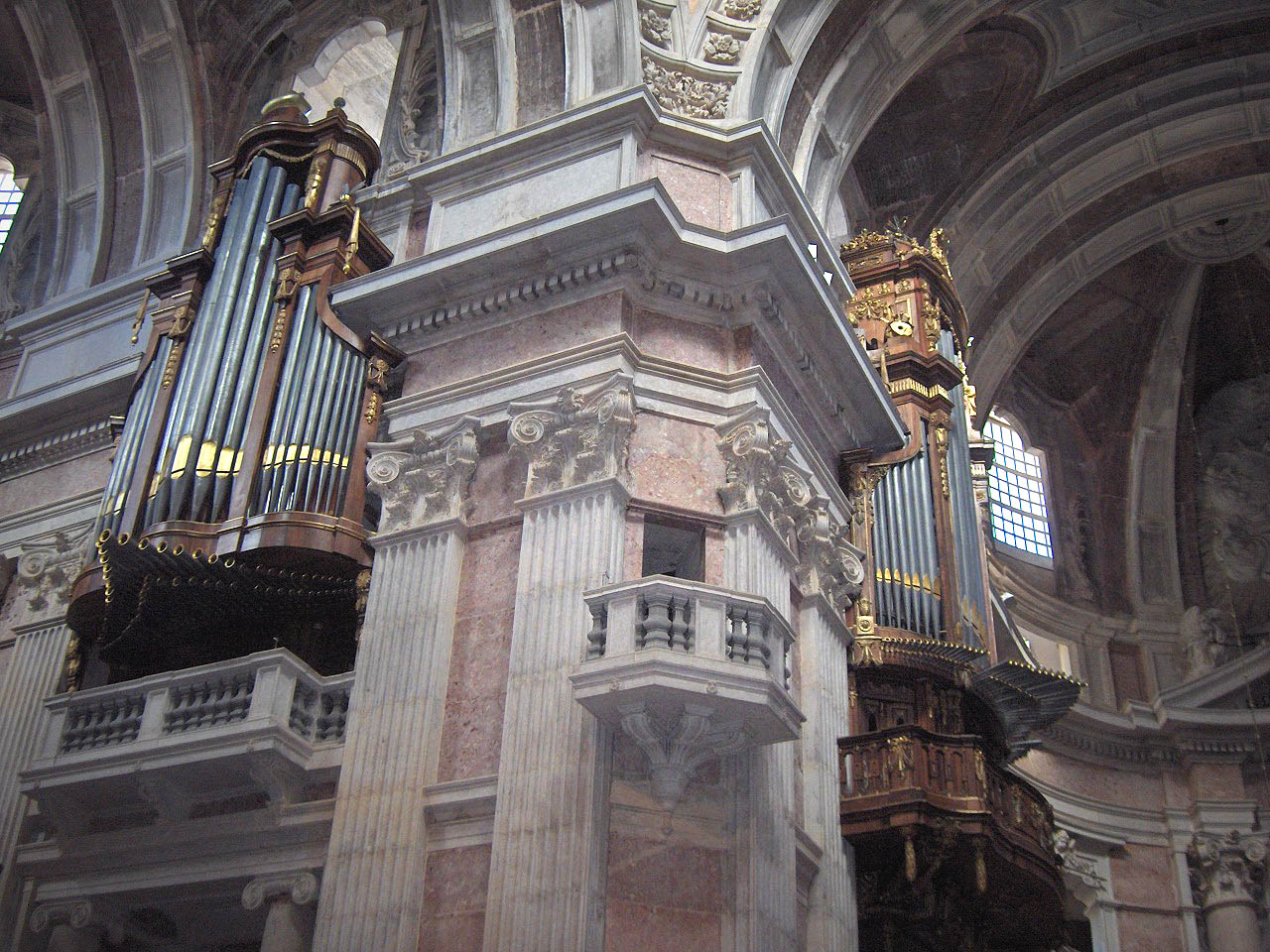
Dos órganos dentro de la basílica

El rey Juan V encargó las vestimentas litúrgicas a maestros del bordado de Génova y Milán, como Giuliano Saturni y Benedetto Salandri, y de Francia. Muestran la magnífica calidad de sus bordados con técnica del oro y uso de hilos de seda del mismo color.
Las pinturas sacras de la basílica (y del convento) constituyen una de las colecciones pictóricas más significativas del siglo XVIII]] en Portugal. Incluyen obras de los italianos Agostino Masucci, Corrado Giaquinto, Pompeo Batoni y algunos artistas portugueses, estudiantes en Roma, como Vieira Lusitano e Inácio de Oliveira Bernardes. Originalmente todos los altares y lunetos de las capillas de la basílica estaban decorados con óleos de pintores italianos como Francesco Trevisani, Corrado Giaquinto, Sebastiano Conca y Francesco Solimena, así como del francés Pierre Antoine Quilard. Sin embargo, con el paso de los años, la humedad ha arruinado tanto estos lienzos que desde mediados del siglo XVIII han tenido que ser sustituidos paulatinamente por obras en mármol de Carrara, con esculturas en bajorrelieve, de artistas de la Escuela de Escultura de Mafra. 
La colección de esculturas incluye obras de casi todos los principales escultores activos en Roma en la primera mitad del siglo XVIII. En aquel momento representó el mayor pedido realizado por una potencia extranjera en Roma y hoy sigue siendo una de las mayores colecciones existentes.

## Instituciones
La sede canónica de la parroquia de Mafra y de la Real y Venerable Cofradía del Santísimo Sacramento de Mafra es la basílica.
El 13 de diciembre de 2020, el Papa Francisco concedió la coronación pontificia de la imagen de Nuestra Señora de la Soledad, que representa a la Virgen María en el Misterio de su Soledad, entre la Muerte y la Resurrección de su Hijo. 